# ميركو كاريتا
ميركو كاريتا (بالإيطالية: Mirko Carretta)‏ (23 نوفمبر 1990 بغاليبولي في إيطاليا - ) هو لاعب كرة قدم إيطالي في مركز الوسط. لعب مع نادي بينيفينتو وFC Matera ‏ وASD Barletta 1922 ‏ وFidelis Andria 2018 ‏ وASD Città di Gallipoli ‏.

## وصلات خارجية
- ميركو كاريتا على موقع قاعدة بيانات كرة القدم.إي يو (الإنجليزية)
- ميركو كاريتا على موقع Soccerway.com (الإنجليزية)